# Primera divisió espanyola de futbol 2016-2017
La Primera divisió espanyola de futbol 2016-2017, també coneguda com a La Liga o La Liga Santander per raons d'esponsorització, fou la 86a edició de la primera divisió espanyola de futbol. El torneig l'organitzà la Lliga de Futbol Professional (LFP). El Futbol Club Barcelona n'era el campió vigent.
El calendari d'emparellaments es va fer públic el 15 juliol 2016.
La competició començà el 19 d'agost de 2016 i s'acabà el 21 de maig de 2017. El FC Barcelona va mantenir vives les opcions de revalidar el títol fins a l'última jornada, guanyant al Camp Nou a l'SD Eibar per 4 a 2, però la victòria del conjunt entrenat per Zinédine Zidane a La Rosaleda contra el Málaga per 0 a 2 va acabar donant el títol de campió al Reial Madrid (33è títol del club).

## Sistema de competició
Com en temporades anteriors, consta d'un grup únic integrat per vint clubs de l'estat espanyol. Seguint un sistema de lliga, els vint equips s'enfronten tots contra tots en dues ocasions, una en camp propi i una altra en camp contrari, sumant un total de 38 jornades. L'ordre dels partits es decideix per sorteig abans de començar la competició. La classificació final s'estableix tenint en compte els punts obtinguts en cada enfrontament, a raó de tres per partit guanyat, un per empat i cap en cas de derrota. Si en finalitzar el campionat dos equips igualen a punts, els mecanismes per desempatar la classificació són els següents:
- Qui tingui una major diferència entre gols a favor i en contra en els enfrontaments entre tots dos.
- Si persisteix l'empat, es té en compte la diferència de gols a favor i en contra en tots els partits del campionat.

Si l'empat a punts es produeix entre tres o més clubs, els successius mecanismes de desempat són els següents:
- La millor puntuació que correspon a cadascun d'acord amb els resultats dels partits jugats entre si pels clubs implicats.
- La major diferència de gols a favor i en contra, considerant únicament els partits jugats entre si pels clubs implicats.
- La major diferència de gols a favor i en contra tenint en compte totes les trobades del campionat.
- El major nombre de gols a favor tenint en compte tots els partits del campionat.

### Classificació per a competicions continentals
La UEFA atorga a la lliga espanyola sis places de classificació per a competicions continentals, que es distribueixen de la següent manera:
- El primer, segon i tercer classificats de la lliga accedeixen a disputar la Lliga de Campions des de la Fase de Grups.
- El quart classificat accedeix a disputar la Lliga de Campions des del Play-off.
- El cinquè classificat accedeix a disputar la Lliga Europea des de la Fase de Grups.
- El sisè classificat accedeix a disputar la Lliga Europea des de la Tercera Ronda Prèvia.

No obstant això, altres competicions poden alterar les places UEFA a què accediran els equips a final de temporada:
- Al campió de Copa li correspon una plaça per disputar la Fase de Grups de la Lliga Europea. No obstant això, si el campió de Copa ja s'ha classificat per a la Lliga de Campions a través de la Lliga, la seva plaça recau sobre el cinquè classificat de la lliga, la plaça del cinquè sobre el sisè, i la del sisè sobre el setè. En cas que el campió de Copa s'hagi classificat per a la Lliga Europea a través de la Lliga, es queda amb la plaça que li permet accedir a una ronda superior, en aquest cas la de Copa. Per tant, la plaça UEFA obtinguda a través de la lliga passa al següent classificat en lliga (no al subcampió de Copa).
- Quan un equip guanya una competició continental (concretament la Lliga de Campions o la Lliga Europea), a aquest equip se li atorga una plaça per disputar la següent edició de la Lliga de Campions des de la Fase de Grups. En cas que aquest equip ja hagués obtingut aquesta mateixa plaça a través de la Lliga, no se li concedeix la plaça reservada al campió. En canvi, si aquest equip va obtenir una plaça per a la Lliga de Campions a través de la Lliga, però aquesta l'obliga a començar des d'una ronda anterior, llavors sí rep la plaça reservada al campió. En qualsevol cas, la plaça sobrant mai passa al següent classificat de la lliga, sinó que desapareix.
- Si un equip que guanya una competició continental es classifica per a la Lliga Europea a través de la Lliga, obté la plaça reservada al campió (per ser millor), mentre que la seva plaça per a la Lliga Europea desapareix i no recau sobre el següent classificat en lliga (aquesta és l'única manera que cinc equips puguin classificar-se per a la Lliga de Campions).
- A més de les descrites a dalt, pot haver-hi més variables; però aquestes segueixen el mateix patró que les ja esmentades.

 Nota: Aquestes regles només són aplicables a la temporada actual, ja que poden variar d'un any a un altre. Per tant, no s'han de tenir en compte els casos de temporades anteriors ni posteriors. 

## Participants

### Equips per Comunitat Autònoma
| \| Núm. \| Comunitat Autònoma \| Equips \| \| ---- \| -------------------- \| ---------------------------------------------------------- \| \| 4 \| Andalusia \| Reial Betis, Granada CF, Málaga CF i Sevilla FC \| \| 4 \| País Basc \| Athletic Club, Deportivo Alavés, SD Eibar i Reial Societat \| \| 3 \| Comunitat de Madrid \| Atlètic de Madrid, CD Leganés i Reial Madrid CF \| \| 2 \| Catalunya \| FC Barcelona i RCD Espanyol \| \| 2 \| Comunitat Valenciana \| València CF i Vila-real CF \| \| 2 \| Galícia \| RC Celta de Vigo i RC Deportivo de La Coruña \| \| 1 \| Astúries \| Real Sporting de Gijón \| \| 1 \| Canàries \| UD Las Palmas \| \| 1 \| Navarra \| Club Atlético Osasuna \| | FC Barcelona · Espanyol Atlètic de Madrid Leganés Reial Betis Reial Madrid València Vila-real CF · Sevilla · Màlaga Athletic Club Alavés · Osasuna Celta de Vigo · SD Eibar Las Palmas Reial Societat Deportivo · Granada · Sporting |                                                            |
| Núm. | Comunitat Autònoma | Equips                                                     |
| 4 | Andalusia | Reial Betis, Granada CF, Málaga CF i Sevilla FC            |
| 4 | País Basc | Athletic Club, Deportivo Alavés, SD Eibar i Reial Societat |
| 3 | Comunitat de Madrid | Atlètic de Madrid, CD Leganés i Reial Madrid CF            |
| 2 | Catalunya | FC Barcelona i RCD Espanyol                                |
| 2 | Comunitat Valenciana | València CF i Vila-real CF                                 |
| 2 | Galícia | RC Celta de Vigo i RC Deportivo de La Coruña               |
| 1 | Astúries | Real Sporting de Gijón                                     |
| 1 | Canàries | UD Las Palmas                                              |
| 1 | Navarra | Club Atlético Osasuna                                      |

### Ascensos i descensos (temporada anterior)
Un total de 20 equips disputaran la lliga. La disputaran els 17 primers classificats de la Primera divisió 2015-16, els dos primers classificats de la Segona divisió 2015-16 i el vencedor d'una promoció disputada a aquest efecte entre el 3r, 4t 5è i 6è classificat de la Segona divisió 2015-16.
| Pos. | Descendits de la 1a Divisió |
| ---- | --------------------------- |
| 18è  | Rayo Vallecano de Madrid    |
| 19è  | Getafe Club de Fútbol       |
| 20è  | Llevant Unió Esportiva      |

| Pos. | Ascendits de la 2a Divisió       |
| ---- | -------------------------------- |
| 1r   | Deportivo Alavés                 |
| 2n   | Club Deportivo Leganés           |
| 6è   | Club Atlético Osasuna (Promoció) |

El Deportivo Alavés fou el primer club de la segona divisió en assolir l'ascens, després de deu anys d'absència a primera, el 29 de maig de 2016 després de guanyar 2–0 el CD Numancia.
El CD Leganés ascendí com a segon classificat després de guanyar 1–0 el CD Mirandés el darrer partit, el 4 de juny de 2016. Fou el primer cop que aquest club jugava a la primera divisió.
El CA Osasuna fou el darrer club en ascendir, en vèncer el Gimnàstic de Tarragona i el Girona FC en els play-off d'ascens. The Reds come back to La Liga two years after its last relegation.
Els tres clubs substitueixen els descendits Rayo Vallecano, Getafe CF i Llevant UE.

### Estadis i capacitat
| Equip                  | Lloc            | Estadi                | Capacitat |
| ---------------------- | --------------- | --------------------- | --------- |
| Alavés                 | Vitoria-Gasteiz | Mendizorrotza         | 19.840    |
| Athletic Club          | Bilbao          | San Mamés             | 53.289    |
| Atlètic de Madrid      | Madrid          | Vicente Calderón      | 54.907    |
| FC Barcelona           | Barcelona       | Camp Nou              | 99.354    |
| Celta de Vigo          | Vigo            | Balaídos              | 29.000    |
| Deportivo de La Coruña | La Corunya      | Riazor                | 34.600    |
| SD Eibar               | Eibar           | Ipurua                | 6.285     |
| RCD Espanyol           | Barcelona       | RCDE Stadium          | 40.500    |
| Granada CF             | Granada         | Nuevo Los Cármenes    | 22.369    |
| UD Las Palmas          | Las Palmas      | Gran Canària          | 33.111    |
| CD Leganés             | Leganés         | Butarque              | 10.958    |
| Màlaga CF              | Màlaga          | La Rosaleda           | 30.044    |
| CA Osasuna             | Pamplona        | El Sadar              | 18.761    |
| Reial Betis            | Sevilla         | Benito Villamarín     | 51.700    |
| Reial Madrid CF        | Madrid          | Santiago Bernabéu     | 81.044    |
| Reial Societat         | Sant Sebastià   | Anoeta                | 32.000    |
| Sevilla FC             | Sevilla         | Ramón Sánchez Pizjuán | 42.714    |
| Sporting de Gijón      | Gijón           | El Molinón            | 30.000    |
| València CF            | València        | Mestalla              | 55.000    |
| Vila-real CF           | Vila-real       | El Madrigal           | 24.890    |

### Entrenadors i patrocinador
| Equip               | Entrenador            | Capità           | Marca equipació | Patrocinador                |
| ------------------- | --------------------- | ---------------- | --------------- | --------------------------- |
| Alavés              | Mauricio Pellegrino   | Manu García      | Hummel          | Euskaltel                   |
| Athletic Club       | Ernesto Valverde      | Gorka Iraizoz    | Nike            | Kutxabank                   |
| Atlètic de Madrid   | Diego Simeone         | Gabi             | Nike            | Plus500                     |
| Barcelona           | Luis Enrique          | Andrés Iniesta   | Nike            | Qatar Airways, UNICEF, Beko |
| Celta Vigo          | Eduardo Berizzo       | Hugo Mallo       | Adidas          |                             |
| Deportivo La Coruña | Gaizka Garitano       | Laure            | Lotto           | Estrella Galicia 0,0        |
| Eibar               | José Luis Mendilibar  | Dani García      | Puma            | AVIA                        |
| Espanyol            | Quique Sánchez Flores | Javi López       | Joma            | Rastar Group                |
| Granada             | Paco Jémez            | Fran Rico        | Joma            | Energy King                 |
| Las Palmas          | Quique Setién         | David García     | Acerbis         | Gran Canaria                |
| Leganés             | Asier Garitano        | Martín Mantovani | Joma            | GoldenPark                  |
| Málaga              | Juande Ramos          | Duda             | Nike            | Marathonbet                 |
| Osasuna             | Enrique Martín        | Miguel Flaño     | Adidas          | Lacturale                   |
| Real Betis          | Gustavo Poyet         | Antonio Adán     | Adidas          | UED Sports                  |
| Real Madrid         | Zinédine Zidane       | Sergio Ramos     | Adidas          | Fly Emirates                |
| Reial Societat      | Eusebio Sacristán     | Xabi Prieto      | Adidas          | Qbao.com                    |
| Sevilla             | Jorge Sampaoli        | Vicente Iborra   | New Balance     |                             |
| Sporting Gijón      | Abelardo Fernández    | Alberto Lora     | Nike            | Gijón                       |
| València            | Cesare Prandelli      | Enzo Pérez       | Adidas          | beIN Sports                 |
| Vila-real           | Fran Escribá          | Bruno Soriano    | Joma            | Pamesa Cerámica             |

### Canvis d'entrenador
| Equip                  | Entrenador sortint | Forma de sortida     | Data sortida     | Posició en la classificació | Entrenador entrant    | Data entrada     |
| ---------------------- | ------------------ | -------------------- | ---------------- | --------------------------- | --------------------- | ---------------- |
| Màlaga CF              | Javi Gracia        | Marxa al Rubin Kazan | 24 maig 2016     | Pretemporada                | Juande Ramos          | 28 maig 2016     |
| RCD Espanyol           | Constantin Gâlcă   | Cessat               | 27 maig 2016     | Pretemporada                | Quique Sánchez Flores | 9 juny 2016      |
| Deportivo de La Coruña | Víctor Sánchez     | Cessat               | 30 maig 2016     | Pretemporada                | Gaizka Garitano       | 10 juny 2016     |
| Sevilla FC             | Unai Emery         | Dimissió             | 12 juny 2016     | Pretemporada                | Jorge Sampaoli        | 13 juny 2016     |
| Granada CF             | José González      | Fi de contracte      | 20 juny 2016     | Pretemporada                | Paco Jémez            | 20 juny 2016     |
| Alavés                 | José Bordalás      | Cessat               | 21 juny 2016     | Pretemporada                | Mauricio Pellegrino   | 26 juny 2016     |
| Vila-real CF           | Marcelino          | Cessat               | 10 agost 2016    | Pretemporada                | Fran Escribá          | 11 agost 2016    |
| València               | Pako Ayestarán     | Cessat               | 20 setembre 2016 | 20è                         | Cesare Prandelli      | 28 setembre 2016 |
| Granada                | Paco Jémez         | Cessat               | 28 setembre 2016 | 19è                         | Lucas Alcaraz         | 3 octobre 2016   |
| València               | Cesare Prandelli   | Dimissió             | 30 desembre 2016 | 17è                         | Voro                  | 10 gener 2017    |
| Granada                | Lucas Alcaraz      | Cessat               | 10 abril 2017    | 19è                         | Tony Adams            | 10 abril 2017    |

## Resultats

### Taula de Posicions
| Pos | Equip                  | PJ | PG | PE | PP | GF  | GC | DG  | Pts | Classificació o descens                                    |
| --- | ---------------------- | -- | -- | -- | -- | --- | -- | --- | --- | ---------------------------------------------------------- |
| 1   | Reial Madrid CF (C)    | 38 | 29 | 6  | 3  | 106 | 41 | +65 | 93  | Classificació per la Fase de Grups de la Lliga de Campions |
| 2   | FC Barcelona           | 38 | 28 | 6  | 4  | 116 | 37 | +79 | 90  | Classificació per la Fase de Grups de la Lliga de Campions |
| 3   | Atlètic de Madrid      | 38 | 23 | 9  | 6  | 70  | 27 | +43 | 78  | Classificació per la Fase de Grups de la Lliga de Campions |
| 4   | Sevilla FC             | 38 | 21 | 9  | 8  | 69  | 49 | +20 | 72  | Classificació per la Tercera Ronda de la Lliga de Campions |
| 5   | Vila-real CF           | 38 | 19 | 10 | 9  | 56  | 33 | +23 | 67  | Classificació per la Fase de Grups de la Lliga Europa      |
| 6   | Reial Societat         | 38 | 19 | 7  | 12 | 59  | 53 | +6  | 64  | Classificació per la Tercera Ronda de la Lliga Europa      |
| 7   | Athletic Club          | 38 | 19 | 6  | 13 | 53  | 43 | +10 | 63  |                                                            |
| 8   | RCD Espanyol           | 38 | 15 | 11 | 12 | 49  | 50 | −1  | 56  |                                                            |
| 9   | Alavés                 | 38 | 14 | 13 | 11 | 41  | 43 | −2  | 55  |                                                            |
| 10  | SD Eibar               | 38 | 15 | 9  | 14 | 56  | 51 | +5  | 54  |                                                            |
| 11  | Màlaga CF              | 38 | 12 | 10 | 16 | 49  | 55 | −6  | 46  |                                                            |
| 12  | València CF            | 38 | 13 | 7  | 18 | 56  | 65 | −9  | 46  |                                                            |
| 13  | Celta de Vigo          | 38 | 13 | 6  | 19 | 53  | 69 | −16 | 45  |                                                            |
| 14  | UD Las Palmas          | 38 | 10 | 9  | 19 | 53  | 74 | −21 | 39  |                                                            |
| 15  | Reial Betis            | 38 | 10 | 9  | 19 | 41  | 64 | −23 | 39  |                                                            |
| 16  | Deportivo de La Coruña | 38 | 8  | 12 | 18 | 43  | 61 | −18 | 36  |                                                            |
| 17  | CD Leganés             | 38 | 8  | 11 | 19 | 36  | 55 | −19 | 35  |                                                            |
| 18  | Sporting de Gijón (R)  | 38 | 7  | 10 | 21 | 42  | 72 | −30 | 31  | Descens a la Segona Divisió                                |
| 19  | CA Osasuna (R)         | 38 | 4  | 10 | 24 | 40  | 94 | −54 | 22  | Descens a la Segona Divisió                                |
| 20  | Granada CF (R)         | 38 | 4  | 8  | 26 | 30  | 82 | −52 | 20  | Descens a la Segona Divisió                                |

## Golejadors
A 22 maig 2017
| Posició | Jugador               | Club               | Gols |
| ------- | --------------------- | ------------------ | ---- |
| 1       | Lionel Messi          | Barcelona          | 37   |
| 2       | Luis Suárez           | Barcelona          | 29   |
| 3       | Cristiano Ronaldo     | Reial Madrid       | 25   |
| 4       | Iago Aspas            | Celta Vigo         | 19   |
| 5       | Antoine Griezmann     | Atlético de Madrid | 16   |
| 5       | Aritz Aduriz Zubeldia | Athletic Club      | 16   |
| 7       | Álvaro Morata         | Reial Madrid       | 15   |
| 8       | Sandro Ramírez        | Málaga             | 14   |